# Vòng bảng UEFA Europa Conference League 2023–24
Vòng bảng UEFA Europa Conference League 2023–24 bắt đầu vào ngày 21 tháng 9 năm 2023 và kết thúc vào ngày 14 tháng 12 năm 2023. Có tổng cộng 32 đội thi đấu ở vòng bảng để xác định 16 trong số 24 suất vào vòng đấu loại trực tiếp của UEFA Europa Conference League 2023–24.
Tất cả các đội bóng ngoài AZ, Ballkani, Bodø/Glimt, Fiorentina, Gent, HJK, Maccabi Tel Aviv, PAOK, Slovan Bratislava và Zorya Luhansk có lần đầu tiên ra mắt ở vòng bảng. Breiðablik, Čukarički, KÍ, Olimpija Ljubljana và Zrinjski Mostar có lần đầu tiên ra mắt ở vòng bảng một giải đấu UEFA. Breiðablik, KÍ và Zrinjski Mostar là những đội bóng đầu tiên lần lượt từ Iceland, Quần đảo Faroe và Bosnia và Herzegovina thi đấu ở vòng bảng một giải đấu UEFA. Có tổng cộng 28 hiệp hội quốc gia được đại diện ở vòng bảng.
Đây là mùa giải cuối cùng với thể thức vòng bảng, được thay thế bởi thể thức vòng đấu hạng bắt đầu từ mùa giải tiếp theo.

## Các đội bóng
Dưới đây là các đội tham dự (với hệ số câu lạc bộ UEFA năm 2023), được xếp theo nhóm hạt giống của họ. Họ bao gồm:
- 22 đội thắng của vòng play-off (5 đội từ Nhóm các đội vô địch, 17 đội từ Nhóm chính)
- 10 đội thua của vòng play-off Europa League

| Chú thích màu sắc                                         |
| --------------------------------------------------------- |
| Đội nhất bảng đi tiếp thẳng vào vòng 16 đội               |
| Đội nhì bảng đi tiếp vào vòng play-off đấu loại trực tiếp |

| Đội                 | Ghi chú  | Hệ số  |
| ------------------- | -------- | ------ |
| Eintracht Frankfurt | [ECL-MP] | 77.000 |
| Dinamo Zagreb       | [EL-PO]  | 55.000 |
| Club Brugge         | [ECL-MP] | 54.000 |
| AZ                  | [ECL-MP] | 47.500 |
| Gent                | [ECL-MP] | 37.500 |
| Fenerbahçe          | [ECL-MP] | 30.000 |
| Lille               | [ECL-MP] | 30.000 |
| Ferencváros         | [ECL-CP] | 27.000 |

| Đội                | Ghi chú  | Hệ số  |
| ------------------ | -------- | ------ |
| PAOK               | [ECL-MP] | 25.000 |
| Slovan Bratislava  | [EL-PO]  | 24.500 |
| Maccabi Tel Aviv   | [ECL-MP] | 24.000 |
| Viktoria Plzeň     | [ECL-MP] | 22.000 |
| Aston Villa        | [ECL-MP] | 21.914 |
| Ludogorets Razgrad | [EL-PO]  | 21.000 |
| Fiorentina         | [ECL-MP] | 20.000 |
| Bodø/Glimt         | [ECL-MP] | 20.000 |

| Đội                | Ghi chú  | Hệ số  |
| ------------------ | -------- | ------ |
| Genk               | [ECL-MP] | 18.000 |
| Zorya Luhansk      | [EL-PO]  | 16.000 |
| Astana             | [ECL-CP] | 14.000 |
| Beşiktaş           | [ECL-MP] | 14.000 |
| HJK                | [ECL-CP] | 11.000 |
| Legia Warsaw       | [ECL-MP] | 11.000 |
| Spartak Trnava     | [ECL-MP] | 10.500 |
| Olimpija Ljubljana | [EL-PO]  | 9.000  |

| Đội             | Ghi chú  | Hệ số |
| --------------- | -------- | ----- |
| Zrinjski Mostar | [EL-PO]  | 8.500 |
| KÍ              | [EL-PO]  | 8.000 |
| Aberdeen        | [EL-PO]  | 8.000 |
| Čukarički       | [EL-PO]  | 6.475 |
| Lugano          | [EL-PO]  | 6.335 |
| Breiðablik      | [ECL-CP] | 6.000 |
| Nordsjælland    | [ECL-MP] | 5.655 |
| Ballkani        | [ECL-CP] | 3.000 |

Ghi chú
1. ECL-CP Đội thắng của vòng play-off (Nhóm các đội vô địch).
2. ECL-MP Đội thắng của vòng play-off (Nhóm chính).
3. EL-PO Đội thua của vòng play-off Europa League.

## Các bảng
Lịch thi đấu được công bố vào ngày 2 tháng 9 năm 2023, một ngày sau lễ bốc thăm. Các trận đấu được diễn ra vào ngày 20–21 tháng 9, 5 tháng 10, 26 tháng 10, 9 tháng 11, 30 tháng 11 và 14 tháng 12 2023. Thời gian bắt đầu trận đấu được lên lịch là 18:45 và 21:00 CET/CEST, với ngoại lệ có thể xảy ra lúc 16:30 CET/CEST vì lý do địa lý.
Thời gian là CET/CEST, do UEFA liệt kê (giờ địa phương nếu khác nhau thì được hiển thị trong ngoặc đơn).

### Bảng A
| VT | Đội                | ST | T | H | B | BT | BB | HS | Đ  | Giành quyền tham dự                          |     | LOSC | SLO | LJU | KÍ  |
| -- | ------------------ | -- | - | - | - | -- | -- | -- | -- | -------------------------------------------- | --- | ---- | --- | --- | --- |
| 1  | Lille              | 6  | 4 | 2 | 0 | 10 | 2  | +8 | 14 | Đi tiếp vào vòng 16 đội                      |     | —    | 2–1 | 2–0 | 3–0 |
| 2  | Slovan Bratislava  | 6  | 3 | 1 | 2 | 8  | 7  | +1 | 10 | Đi tiếp vào vòng play-off đấu loại trực tiếp |     | 1–1  | —   | 1–2 | 2–1 |
| 3  | Olimpija Ljubljana | 6  | 2 | 0 | 4 | 4  | 9  | −5 | 6  |                                              |     | 0–2  | 0–1 | —   | 2–0 |
| 4  | KÍ                 | 6  | 1 | 1 | 4 | 5  | 9  | −4 | 4  |                                              | 0–0 | 1–2  | 3–0 | —   |     |

| Lille                              | 2–0      | Olimpija Ljubljana |
| ---------------------------------- | -------- | ------------------ |
| - David 43' (ph.đ.) - Yazıcı 90+4' | Chi tiết |                    |

| Slovan Bratislava        | 2–1      | KÍ             |
| ------------------------ | -------- | -------------- |
| - Weiss 54' - Čavrić 74' | Chi tiết | - Pavlović 49' |

| Olimpija Ljubljana | 0–1      | Slovan Bratislava    |
| ------------------ | -------- | -------------------- |
|                    | Chi tiết | - Čavrić 55' (ph.đ.) |

| KÍ | 0–0      | Lille |
| -- | -------- | ----- |
|    | Chi tiết |       |

| Lille                      | 2–1      | Slovan Bratislava |
| -------------------------- | -------- | ----------------- |
| - Yazıcı 68' - Cabella 82' | Chi tiết | - Čavrić 23'      |

| KÍ                                             | 3–0      | Olimpija Ljubljana |
| ---------------------------------------------- | -------- | ------------------ |
| - Joensen 30' - Klettskarð 44' - Andreasen 54' | Chi tiết |                    |

| Slovan Bratislava | 1–1      | Lille       |
| ----------------- | -------- | ----------- |
| - Čavrić 81'      | Chi tiết | - Gomes 53' |

| Olimpija Ljubljana        | 2–0      | KÍ |
| ------------------------- | -------- | -- |
| - Sualehe 84' - Nukić 88' | Chi tiết |    |

| Olimpija Ljubljana | 0–2      | Lille                      |
| ------------------ | -------- | -------------------------- |
|                    | Chi tiết | - Cabella 15' - Yazıcı 75' |

| KÍ              | 1–2      | Slovan Bratislava |
| --------------- | -------- | ----------------- |
| - Mikkelsen 17' | Chi tiết | - Kucka 24', 62'  |

| Slovan Bratislava | 1–2      | Olimpija Ljubljana     |
| ----------------- | -------- | ---------------------- |
| - Blackman 27'    | Chi tiết | - Pedro Lucas 17', 58' |

| Lille                                                             | 3–0      | KÍ |
| ----------------------------------------------------------------- | -------- | -- |
| - Yazıcı 29' (ph.đ.) - Gomes 87' (ph.đ.) - Zhegrova 90+6' (ph.đ.) | Chi tiết |    |

### Bảng B
| VT | Đội              | ST | T | H | B | BT | BB | HS  | Đ  | Giành quyền tham dự                          |     | MTA | GNT | ZOR | BRE |
| -- | ---------------- | -- | - | - | - | -- | -- | --- | -- | -------------------------------------------- | --- | --- | --- | --- | --- |
| 1  | Maccabi Tel Aviv | 6  | 5 | 0 | 1 | 14 | 9  | +5  | 15 | Đi tiếp vào vòng 16 đội                      |     | —   | 3–1 | 3–2 | 3–2 |
| 2  | Gent             | 6  | 4 | 1 | 1 | 16 | 7  | +9  | 13 | Đi tiếp vào vòng play-off đấu loại trực tiếp |     | 2–0 | —   | 4–1 | 5–0 |
| 3  | Zorya Luhansk    | 6  | 2 | 1 | 3 | 10 | 11 | −1  | 7  |                                              |     | 1–3 | 1–1 | —   | 4–0 |
| 4  | Breiðablik       | 6  | 0 | 0 | 6 | 5  | 18 | −13 | 0  |                                              | 1–2 | 2–3 | 0–1 | —   |     |

| Maccabi Tel Aviv                     | 3–2      | Breiðablik       |
| ------------------------------------ | -------- | ---------------- |
| - Maçon 11' - Zahavi 24' - Biton 32' | Chi tiết | - Olsen 44', 55' |

| Zorya Luhansk  | 1–1      | Gent          |
| -------------- | -------- | ------------- |
| - Guerrero 70' | Chi tiết | - Cuypers 67' |

| Breiðablik | 0–1      | Zorya Luhansk |
| ---------- | -------- | ------------- |
|            | Chi tiết | - Horbach 35' |

| Gent                            | 2–0      | Maccabi Tel Aviv |
| ------------------------------- | -------- | ---------------- |
| - Tissoudali 39', 90+2' (ph.đ.) | Chi tiết |                  |

| Gent                                                            | 5–0      | Breiðablik |
| --------------------------------------------------------------- | -------- | ---------- |
| - Gandelman 10' - Cuypers 15', 19' - Tissoudali 43' - Orban 69' | Chi tiết |            |

| Breiðablik             | 2–3      | Gent                         |
| ---------------------- | -------- | ---------------------------- |
| - Svanþórsson 16', 18' | Chi tiết | - Orban 6', 54' (ph.đ.), 69' |

| Zorya Luhansk    | 1–3      | Maccabi Tel Aviv                 |
| ---------------- | -------- | -------------------------------- |
| - Alefirenko 74' | Chi tiết | - Luckassen 7' - Peretz 26', 43' |

| Maccabi Tel Aviv                 | 3–2      | Zorya Luhansk                |
| -------------------------------- | -------- | ---------------------------- |
| - Zahavi 45+2' - Peretz 46', 60' | Chi tiết | - Guerrero 71' - Horbach 88' |

| Breiðablik     | 1–2      | Maccabi Tel Aviv         |
| -------------- | -------- | ------------------------ |
| Eyjólfsson 61' | Chi tiết | - Biton 35' - Zahavi 82' |

| Gent                                                          | 4–1      | Zorya Luhansk   |
| ------------------------------------------------------------- | -------- | --------------- |
| - Fofana 20' - Batahov 49' (l.n.) - Orban 55' - Gandelman 75' | Chi tiết | - Nahnoinyi 82' |

| Maccabi Tel Aviv                   | 3–1      | Gent          |
| ---------------------------------- | -------- | ------------- |
| - Kanichowsky 9' - Zahavi 24', 61' | Chi tiết | - De Sart 49' |

| Zorya Luhansk                                                  | 4–0      | Breiðablik |
| -------------------------------------------------------------- | -------- | ---------- |
| - Guerrero 2' - Muminovic 11' (l.n.) - Mićin 19' - Horbach 76' | Chi tiết |            |

### Bảng C
| VT | Đội            | ST | T | H | B | BT | BB | HS | Đ  | Giành quyền tham dự                          |     | PLZ | DZG | AST | BAL |
| -- | -------------- | -- | - | - | - | -- | -- | -- | -- | -------------------------------------------- | --- | --- | --- | --- | --- |
| 1  | Viktoria Plzeň | 6  | 6 | 0 | 0 | 9  | 1  | +8 | 18 | Đi tiếp vào vòng 16 đội                      |     | —   | 1–0 | 3–0 | 1–0 |
| 2  | Dinamo Zagreb  | 6  | 3 | 0 | 3 | 10 | 5  | +5 | 9  | Đi tiếp vào vòng play-off đấu loại trực tiếp |     | 0–1 | —   | 5–1 | 3–0 |
| 3  | Astana         | 6  | 1 | 1 | 4 | 4  | 13 | −9 | 4  |                                              |     | 1–2 | 0–2 | —   | 0–0 |
| 4  | Ballkani       | 6  | 1 | 1 | 4 | 3  | 7  | −4 | 4  |                                              | 0–1 | 2–0 | 1–2 | —   |     |

1. 1 2  Điểm đối đầu: Astana 4, Ballkani 1.

| Viktoria Plzeň | 1–0      | Ballkani |
| -------------- | -------- | -------- |
| - Kalvach 73'  | Chi tiết |          |

| Dinamo Zagreb                                                                 | 5–1      | Astana             |
| ----------------------------------------------------------------------------- | -------- | ------------------ |
| - Petković 43' (ph.đ.), 53' (ph.đ.) - Bulat 58' - Marin 85' - Halilović 90+3' | Chi tiết | - Hovhannisyan 78' |

| Astana      | 1–2      | Viktoria Plzeň          |
| ----------- | -------- | ----------------------- |
| Tomasov 51' | Chi tiết | - Chorý 54' - Kopic 57' |

| Ballkani                   | 2–0      | Dinamo Zagreb |
| -------------------------- | -------- | ------------- |
| - Kryeziu 44' - Hamidi 83' | Chi tiết |               |

| Ballkani | 1–2      | Astana                             |
| -------- | -------- | ---------------------------------- |
| - Kuč 8' | Chi tiết | - Hovhannisyan 7' - Beysebekov 23' |

| Dinamo Zagreb | 0–1      | Viktoria Plzeň      |
| ------------- | -------- | ------------------- |
|               | Chi tiết | - Chorý 69' (ph.đ.) |

| Astana | 0–0      | Ballkani |
| ------ | -------- | -------- |
|        | Chi tiết |          |

| Viktoria Plzeň      | 1–0      | Dinamo Zagreb |
| ------------------- | -------- | ------------- |
| - Chorý 35' (ph.đ.) | Chi tiết |               |

| Astana | 0–2      | Dinamo Zagreb              |
| ------ | -------- | -------------------------- |
|        | Chi tiết | - Vidović 48' - Kaneko 79' |

| Ballkani | 0–1      | Viktoria Plzeň |
| -------- | -------- | -------------- |
|          | Chi tiết | - Šulc 81'     |

| Viktoria Plzeň                     | 3–0      | Astana |
| ---------------------------------- | -------- | ------ |
| - Vlkanova 58' - Mosquera 67', 82' | Chi tiết |        |

| Dinamo Zagreb                           | 3–0      | Ballkani |
| --------------------------------------- | -------- | -------- |
| - Perić 69' - Petković 72', 77' (ph.đ.) | Chi tiết |          |

### Bảng D
| VT | Đội         | ST | T | H | B | BT | BB | HS  | Đ  | Giành quyền tham dự                          |     | BRU | BOD | BEŞ | LUG |
| -- | ----------- | -- | - | - | - | -- | -- | --- | -- | -------------------------------------------- | --- | --- | --- | --- | --- |
| 1  | Club Brugge | 6  | 5 | 1 | 0 | 15 | 3  | +12 | 16 | Đi tiếp vào vòng 16 đội                      |     | —   | 3–1 | 1–1 | 2–0 |
| 2  | Bodø/Glimt  | 6  | 3 | 1 | 2 | 11 | 8  | +3  | 10 | Đi tiếp vào vòng play-off đấu loại trực tiếp |     | 0–1 | —   | 3–1 | 5–2 |
| 3  | Beşiktaş    | 6  | 1 | 1 | 4 | 7  | 14 | −7  | 4  |                                              |     | 0–5 | 1–2 | —   | 2–3 |
| 4  | Lugano      | 6  | 1 | 1 | 4 | 6  | 14 | −8  | 4  |                                              | 1–3 | 0–0 | 0–2 | —   |     |

1. 1 2  Hiệu số bàn thắng thua đối đầu: Beşiktaş +1, Lugano –1

| Club Brugge   | 1–1      | Beşiktaş    |
| ------------- | -------- | ----------- |
| - Vanaken 77' | Chi tiết | - Tosun 88' |

| Lugano | 0–0      | Bodø/Glimt |
| ------ | -------- | ---------- |
|        | Chi tiết |            |

| Bodø/Glimt | 0–1      | Club Brugge   |
| ---------- | -------- | ------------- |
|            | Chi tiết | - Vanaken 20' |

| Beşiktaş             | 2–3      | Lugano                                        |
| -------------------- | -------- | --------------------------------------------- |
| - Aboubakar 38', 52' | Chi tiết | - Aliseda 81' - Vladi 86' - Bailly 90' (l.n.) |

| Lugano      | 1–3      | Club Brugge                                  |
| ----------- | -------- | -------------------------------------------- |
| - Vladi 74' | Chi tiết | - Balanta 15' - Skov Olsen 50' - Vanaken 87' |

| Bodø/Glimt                                  | 3–1      | Beşiktaş           |
| ------------------------------------------- | -------- | ------------------ |
| - Grønbæk 28' - Moumbagna 58' - Saltnes 87' | Chi tiết | - Moe 90+1' (l.n.) |

| Beşiktaş     | 1–2      | Bodø/Glimt           |
| ------------ | -------- | -------------------- |
| - Bingöl 64' | Chi tiết | - Moumbagna 38', 49' |

| Club Brugge                          | 2–0      | Lugano |
| ------------------------------------ | -------- | ------ |
| - Thiago 62' (ph.đ.) - Vanaken 90+6' | Chi tiết |        |

| Bodø/Glimt                                                          | 5–2      | Lugano                  |
| ------------------------------------------------------------------- | -------- | ----------------------- |
| - Pellegrino 40', 78' - Brunstad Fet 52' - Berg 65' - Kapskarmo 88' | Chi tiết | - Celar 69' - Babic 86' |

| Beşiktaş | 0–5      | Club Brugge                                                    |
| -------- | -------- | -------------------------------------------------------------- |
|          | Chi tiết | - Nielsen 4' - Thiago 14', 46' - Onyedika 50' - Skov Olsen 70' |

| Club Brugge                                | 3–1      | Bodø/Glimt               |
| ------------------------------------------ | -------- | ------------------------ |
| - Nusa 26' - Igor Thiago 58' - Mechele 89' | Chi tiết | - Pellegrino 57' (ph.đ.) |

| Lugano | 0–2      | Beşiktaş                |
| ------ | -------- | ----------------------- |
|        | Chi tiết | - Tosun 36' - Terzi 88' |

### Bảng E
| VT | Đội             | ST | T | H | B | BT | BB | HS | Đ  | Giành quyền tham dự                          |     | AVL | LEG | AZ  | ZRI |
| -- | --------------- | -- | - | - | - | -- | -- | -- | -- | -------------------------------------------- | --- | --- | --- | --- | --- |
| 1  | Aston Villa     | 6  | 4 | 1 | 1 | 12 | 7  | +5 | 13 | Đi tiếp vào vòng 16 đội                      |     | —   | 2–1 | 2–1 | 1–0 |
| 2  | Legia Warsaw    | 6  | 4 | 0 | 2 | 10 | 6  | +4 | 12 | Đi tiếp vào vòng play-off đấu loại trực tiếp |     | 3–2 | —   | 2–0 | 2–0 |
| 3  | AZ              | 6  | 2 | 0 | 4 | 7  | 12 | −5 | 6  |                                              |     | 1–4 | 1–0 | —   | 1–0 |
| 4  | Zrinjski Mostar | 6  | 1 | 1 | 4 | 6  | 10 | −4 | 4  |                                              | 1–1 | 1–2 | 4–3 | —   |     |

| Legia Warsaw                 | 3–2      | Aston Villa            |
| ---------------------------- | -------- | ---------------------- |
| - Wszołek 3' - Muçi 26', 51' | Chi tiết | - Durán 6' - Digne 38' |

| Zrinjski Mostar                                 | 4–3      | AZ                                                |
| ----------------------------------------------- | -------- | ------------------------------------------------- |
| - Kožulj 48', 81' - Ćorluka 68' - Hrvanović 71' | Chi tiết | - Van Brederode 10' - Mijnans 32' - D. de Wit 44' |

| AZ             | 1–0      | Legia Warsaw |
| -------------- | -------- | ------------ |
| - Pavlidis 52' | Chi tiết |              |

| Aston Villa    | 1–0      | Zrinjski Mostar |
| -------------- | -------- | --------------- |
| - McGinn 90+4' | Chi tiết |                 |

| AZ          | 1–4      | Aston Villa                                             |
| ----------- | -------- | ------------------------------------------------------- |
| - Sadiq 65' | Chi tiết | - Bailey 13' - Tielemans 23' - Watkins 51' - McGinn 56' |

| Zrinjski Mostar | 1–2      | Legia Warsaw                          |
| --------------- | -------- | ------------------------------------- |
| - Bilbija 30'   | Chi tiết | - Jakovljević 32' (l.n.) - Kramer 62' |

| Legia Warsaw                          | 2–0      | Zrinjski Mostar |
| ------------------------------------- | -------- | --------------- |
| - Augustyniak 14' - Josué 30' (ph.đ.) | Chi tiết |                 |

| Aston Villa                      | 2–1      | AZ             |
| -------------------------------- | -------- | -------------- |
| - Diego Carlos 61' - Watkins 81' | Chi tiết | - Pavlidis 52' |

| AZ                     | 1–0      | Zrinjski Mostar |
| ---------------------- | -------- | --------------- |
| - Pavlidis 59' (ph.đ.) | Chi tiết |                 |

| Aston Villa             | 2–1      | Legia Warsaw |
| ----------------------- | -------- | ------------ |
| - Diaby 4' - Moreno 58' | Chi tiết | - Muçi 20'   |

| Legia Warsaw               | 2–0      | AZ |
| -------------------------- | -------- | -- |
| - Ribeiro 34' - Kramer 81' | Chi tiết |    |

| Zrinjski Mostar   | 1–1      | Aston Villa   |
| ----------------- | -------- | ------------- |
| - Malekinušić 87' | Chi tiết | - Zaniolo 61' |

### Bảng F
| VT | Đội         | ST | T | H | B | BT | BB | HS  | Đ  | Giành quyền tham dự                          |     | FIO | FER | GNK | ČUK |
| -- | ----------- | -- | - | - | - | -- | -- | --- | -- | -------------------------------------------- | --- | --- | --- | --- | --- |
| 1  | Fiorentina  | 6  | 3 | 3 | 0 | 14 | 6  | +8  | 12 | Đi tiếp vào vòng 16 đội                      |     | —   | 2–2 | 2–1 | 6–0 |
| 2  | Ferencváros | 6  | 2 | 4 | 0 | 9  | 6  | +3  | 10 | Đi tiếp vào vòng play-off đấu loại trực tiếp |     | 1–1 | —   | 1–1 | 3–1 |
| 3  | Genk        | 6  | 2 | 3 | 1 | 8  | 5  | +3  | 9  |                                              |     | 2–2 | 0–0 | —   | 2–0 |
| 4  | Čukarički   | 6  | 0 | 0 | 6 | 2  | 16 | −14 | 0  |                                              | 0–1 | 1–2 | 0–2 | —   |     |

| Genk                        | 2–2      | Fiorentina        |
| --------------------------- | -------- | ----------------- |
| - Zeqiri 12' - McKenzie 85' | Chi tiết | - Ranieri 7', 23' |

| Ferencváros                                   | 3–1      | Čukarički      |
| --------------------------------------------- | -------- | -------------- |
| - Varga 44' (ph.đ.) - Owusu 45+7' - Pešić 79' | Chi tiết | - Ivanović 26' |

| Fiorentina                | 2–2      | Ferencváros             |
| ------------------------- | -------- | ----------------------- |
| - Barák 66' - Ikoné 90+3' | Chi tiết | - Varga 25' - Cissé 50' |

| Čukarički | 0–2      | Genk                                |
| --------- | -------- | ----------------------------------- |
|           | Chi tiết | - Heynen 10' - Paintsil 21' (ph.đ.) |

| Genk | 0–0      | Ferencváros |
| ---- | -------- | ----------- |
|      | Chi tiết |             |

| Fiorentina                                                                   | 6–0      | Čukarički |
| ---------------------------------------------------------------------------- | -------- | --------- |
| - Beltrán 6', 10' - Ikoné 29' - Sottil 65' - Martínez Quarta 73' - Lopez 83' | Chi tiết |           |

| Ferencváros | 1–1      | Genk        |
| ----------- | -------- | ----------- |
| - Pešić 48' | Chi tiết | - Muñoz 62' |

| Čukarički | 0–1      | Fiorentina         |
| --------- | -------- | ------------------ |
|           | Chi tiết | - Nzola 8' (ph.đ.) |

| Fiorentina                                     | 2–1      | Genk          |
| ---------------------------------------------- | -------- | ------------- |
| - Martínez Quarta 45+4' - González 82' (ph.đ.) | Chi tiết | - Kayembe 45' |

| Čukarički   | 1–2      | Ferencváros                      |
| ----------- | -------- | -------------------------------- |
| - Adžić 11' | Chi tiết | - Zachariassen 83' - Pešić 90+8' |

| Genk                        | 2–0      | Čukarički |
| --------------------------- | -------- | --------- |
| - Heynen 21' - Paintsil 57' | Chi tiết |           |

| Ferencváros        | 1–1      | Fiorentina    |
| ------------------ | -------- | ------------- |
| - Zachariassen 48' | Chi tiết | - Ranieri 73' |

### Bảng G
| VT | Đội                 | ST | T | H | B | BT | BB | HS  | Đ  | Giành quyền tham dự                          |     | PAOK | FRA | ABE | HJK |
| -- | ------------------- | -- | - | - | - | -- | -- | --- | -- | -------------------------------------------- | --- | ---- | --- | --- | --- |
| 1  | PAOK                | 6  | 5 | 1 | 0 | 16 | 10 | +6  | 16 | Đi tiếp vào vòng 16 đội                      |     | —    | 2–1 | 2–2 | 4–2 |
| 2  | Eintracht Frankfurt | 6  | 3 | 0 | 3 | 11 | 7  | +4  | 9  | Đi tiếp vào vòng play-off đấu loại trực tiếp |     | 1–2  | —   | 2–1 | 6–0 |
| 3  | Aberdeen            | 6  | 1 | 3 | 2 | 10 | 10 | 0   | 6  |                                              |     | 2–3  | 2–0 | —   | 1–1 |
| 4  | HJK                 | 6  | 0 | 2 | 4 | 7  | 17 | −10 | 2  |                                              | 2–3 | 0–1  | 2–2 | —   |     |

| Eintracht Frankfurt               | 2–1      | Aberdeen      |
| --------------------------------- | -------- | ------------- |
| - Marmoush 11' (ph.đ.) - Koch 61' | Chi tiết | - Polvara 22' |

| HJK                                   | 2–3      | PAOK                                             |
| ------------------------------------- | -------- | ------------------------------------------------ |
| - Bandé 35' - Radulović 90+9' (ph.đ.) | Chi tiết | - Koulierakis 55' - Despodov 81' - Brandon 90+4' |

| PAOK                               | 2–1      | Eintracht Frankfurt |
| ---------------------------------- | -------- | ------------------- |
| - Živković 28' - Koulierakis 90+2' | Chi tiết | - Marmoush 68'      |

| Aberdeen      | 1–1      | HJK             |
| ------------- | -------- | --------------- |
| - Miovski 79' | Chi tiết | - Radulovic 59' |

| Eintracht Frankfurt                                                                | 6–0      | HJK |
| ---------------------------------------------------------------------------------- | -------- | --- |
| - Dina Ebimbe 12' (ph.đ.), 89' - Koch 27' - Marmoush 31' - Tuta 45+3' - Skhiri 55' | Chi tiết |     |

| Aberdeen                    | 2–3      | PAOK                                                  |
| --------------------------- | -------- | ----------------------------------------------------- |
| - Miovski 50' - Polvara 58' | Chi tiết | - Despodov 73' - Vieirinha 84' - Schwab 90+6' (ph.đ.) |

| PAOK                       | 2–2      | Aberdeen                |
| -------------------------- | -------- | ----------------------- |
| - Taison 23' - Samatta 67' | Chi tiết | - Duk 14' - McGrath 70' |

| HJK | 0–1      | Eintracht Frankfurt |
| --- | -------- | ------------------- |
|     | Chi tiết | - Chaïbi 31'        |

| HJK                        | 2–2      | Aberdeen                  |
| -------------------------- | -------- | ------------------------- |
| - Bandé 16' - Hostikka 33' | Chi tiết | - MacDonald 41' - Duk 56' |

| Eintracht Frankfurt | 1–2      | PAOK                          |
| ------------------- | -------- | ----------------------------- |
| - Marmoush 58'      | Chi tiết | - Kędziora 55' - Živković 73' |

| PAOK                                                             | 4–2      | HJK                                    |
| ---------------------------------------------------------------- | -------- | -------------------------------------- |
| - Ozdoyev 37' - Konstantelias 47' - Toivio 53' (l.n.) - Murg 85' | Chi tiết | - Radulović 6' - Hetemaj 90+2' (ph.đ.) |

| Aberdeen               | 2–0      | Eintracht Frankfurt |
| ---------------------- | -------- | ------------------- |
| - Duk 41' - Sokler 74' | Chi tiết |                     |

### Bảng H
| VT | Đội                | ST | T | H | B | BT | BB | HS  | Đ  | Giành quyền tham dự                          |     | FEN | LUD | NOR | TRN |
| -- | ------------------ | -- | - | - | - | -- | -- | --- | -- | -------------------------------------------- | --- | --- | --- | --- | --- |
| 1  | Fenerbahçe         | 6  | 4 | 0 | 2 | 13 | 11 | +2  | 12 | Đi tiếp vào vòng 16 đội                      |     | —   | 3–1 | 3–1 | 4–0 |
| 2  | Ludogorets Razgrad | 6  | 4 | 0 | 2 | 11 | 11 | 0   | 12 | Đi tiếp vào vòng play-off đấu loại trực tiếp |     | 2–0 | —   | 1–0 | 4–0 |
| 3  | Nordsjælland       | 6  | 3 | 1 | 2 | 17 | 7  | +10 | 10 |                                              |     | 6–1 | 7–1 | —   | 1–1 |
| 4  | Spartak Trnava     | 6  | 0 | 1 | 5 | 3  | 15 | −12 | 1  |                                              | 1–2 | 1–2 | 0–2 | —   |     |

1. 1 2  Bằng nhau ở kết quả đối đầu. Hiệu số bàn thắng thua tổng thể được sử dụng làm tiêu chí xếp hạng.

| Ludogorets Razgrad                                | 4–0      | Spartak Trnava |
| ------------------------------------------------- | -------- | -------------- |
| - Yordanov 46' - Piotrowski 50', 63' - Rwan 90+4' | Chi tiết |                |

| Fenerbahçe                              | 3–1      | Nordsjælland    |
| --------------------------------------- | -------- | --------------- |
| - Crespo 24' - Batshuayi 30' - Aziz 47' | Chi tiết | - Villadsen 55' |

| Nordsjælland                                                                                          | 7–1      | Ludogorets Razgrad  |
| --- | -------- | ------------------- |
| - Ingvartsen 2' (ph.đ.) - Osman 11' - Tverskov 31' - Nygren 32', 74' - Son 68' (l.n.) - Rasmussen 86' | Chi tiết | - Verdon 9' (ph.đ.) |

| Spartak Trnava | 1–2      | Fenerbahçe      |
| -------------- | -------- | --------------- |
| - Ofori 88'    | Chi tiết | - King 70', 81' |

| Fenerbahçe                        | 3–1      | Ludogorets Razgrad |
| --------------------------------- | -------- | ------------------ |
| - Batshuayi 42' - Zajc 52', 90+3' | Chi tiết | - Becão 65' (l.n.) |

| Spartak Trnava | 0–2      | Nordsjælland                       |
| -------------- | -------- | ---------------------------------- |
|                | Chi tiết | - Jensen-Abbew 36' - Rasmussen 48' |

| Nordsjælland             | 1–1      | Spartak Trnava |
| ------------------------ | -------- | -------------- |
| - Ingvartsen 32' (ph.đ.) | Chi tiết | - Ďuriš 61'    |

| Ludogorets Razgrad            | 2–0      | Fenerbahçe |
| ----------------------------- | -------- | ---------- |
| - Piotrowski 18' - Rwan 90+2' | Chi tiết |            |

| Nordsjælland                                                    | 6–1      | Fenerbahçe      |
| --------------------------------------------------------------- | -------- | --------------- |
| - Hey 21' - Svensson 25' - Nygren 55', 75', 84' - Rasmussen 66' | Chi tiết | - Batshuayi 43' |

| Spartak Trnava | 1–2      | Ludogorets Razgrad         |
| -------------- | -------- | -------------------------- |
| - Daniel 78'   | Chi tiết | - Duah 74' - Tissera 90+5' |

| Ludogorets Razgrad | 1–0      | Nordsjælland |
| ------------------ | -------- | ------------ |
| - Piotrowski 79'   | Chi tiết |              |

| Fenerbahçe                                         | 4–0      | Spartak Trnava |
| -------------------------------------------------- | -------- | -------------- |
| - Kadıoğlu 36' - Takáč 48' (l.n.) - Džeko 59', 61' | Chi tiết |                |